# Raindrop cake

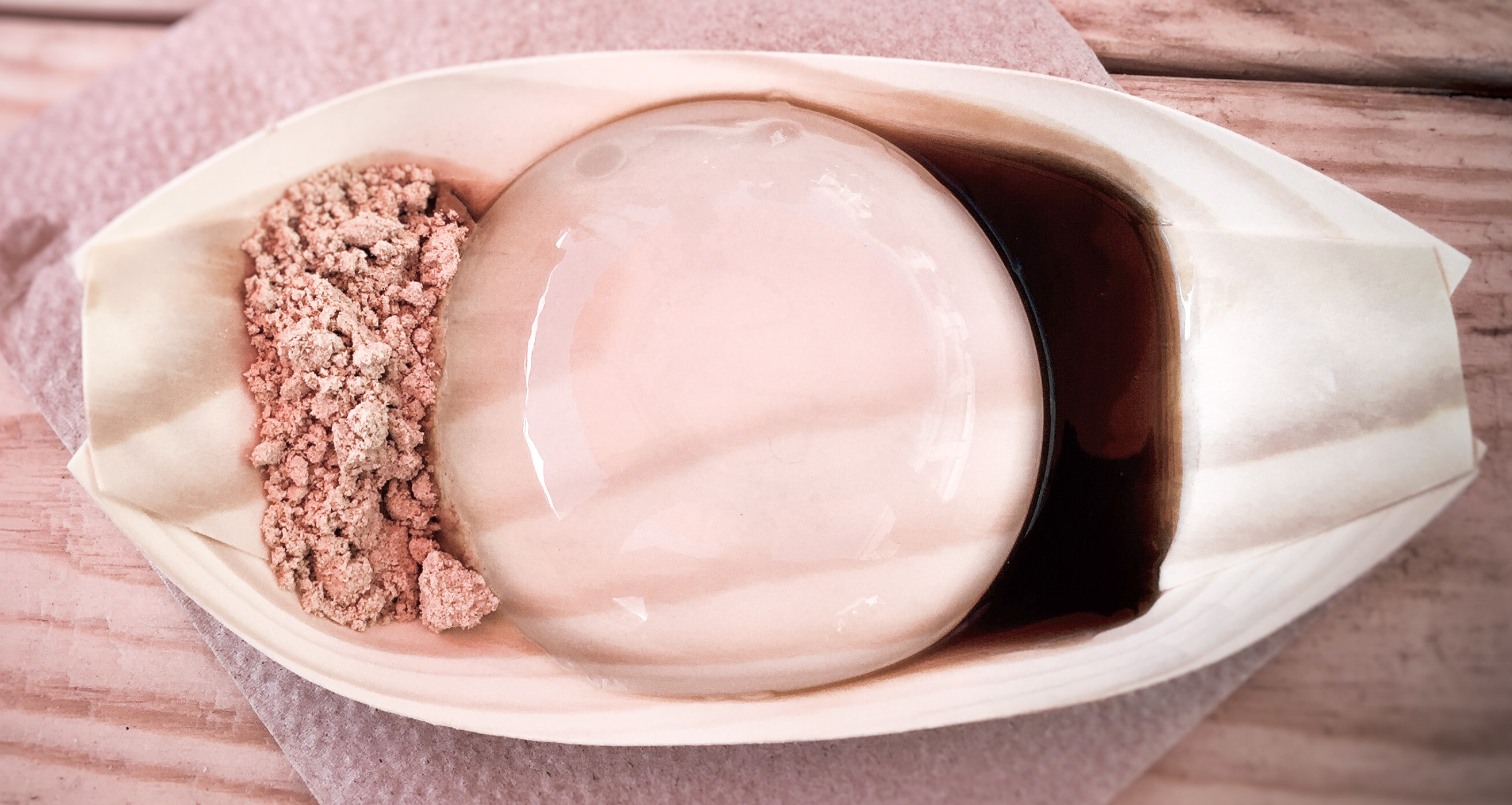
Raindrop cake servido con kuromitsu y harina de soja.

El raindrop cake (en español «pastel de gota de lluvia») es un postre hecho de agua y agar que se asemeja a una gota de agua. Primero se hizo popular en Japón en 2014, y luego ganó atención internacional.

## Historia
Originalmente un postre japonés conocido como mizu shingen mochi (水信玄餅), el plato fue creado por Kinseiken Seika Company en la prefectura de Yamanashi cerca de Tokio, Japón en 2014. Mizu significa agua y shingen mochi un tipo de pastel de arroz dulce (mochi) fabricado por la empresa Kinseiken. El año anterior en 2013, el creador quería explorar la idea de hacer agua comestible. El postre se convirtió en una sensación viral y la gente hizo viajes especiales para experimentar el plato.
El plato se introdujo en los Estados Unidos primero en la ciudad de Nueva York. Fue debutado por Darren Wong en la feria de comidas Smorgasburg en abril de 2016. Pronto el plato estuvo disponible en otras ciudades, incluyendo Londres en un restaurante llamado Yamagoya, donde el propietario pasó cuatro meses desarrollando su propia versión.

## Descripción
El plato está hecho de agua mineral y agar; por lo tanto, prácticamente no tiene calorías. El agua del plato original proviene del Monte Kaikoma de los alpes del sur de Japón, y se ha descrito que tiene un sabor dulce. El agar es una alternativa vegetariana/vegana a la gelatina que está hecho de algas marinas. Después de calentarse, se moldea y se enfría. Un jarabe similar a la melaza, llamado kuromitsu, y harina de soja, llamado kinako, se usan como aderezos. El plato parece una gota de lluvia transparente, aunque se ha comparado con un implante mamario o una medusa. El postre, en gran parte insípido, se derrite cuando entra a la boca, y debe comerse inmediatamente o se derretirá y comenzará a evaporarse después de veinte minutos.
El postre también se vende en kits para ser hecho en casa. Ha sido exhibido en The Today Show, BuzzFeed y ABC News.